# Raoul Pictet
Raoul-Pierre Pictet (ur. 4 kwietnia 1846 w Genewie, zm. 27 lipca 1929 w Paryżu) – szwajcarski fizyk.
Od 1879 profesor Uniwersytetu w Genewie. Prowadził badania w zakresie niskich temperatur. Opracował projekt pierwszej maszyny chłodniczej, zrealizowany w 1875 we Francji. Badał właściwości substancji w niskich temperaturach.